# Палашбари
Палашбари (бенг. পলাশবাড়ী, англ. Palashbari) — город на севере Бангладеш, административный центр одноимённого подокруга. Площадь города равна 6,63 км². По данным переписи 2001 года, в городе проживало 14 912 человек, из которых мужчины составляли 51,85 %, женщины — соответственно 48,15 %. Плотность населения равнялась 2249 чел. на 1 км². Уровень грамотности населения составлял 39,6 % (при среднем по Бангладеш показателе 43,1 %). 